# کیسو، ناگانو (شهرک)
کیسو، ناگانو (شهر) (به لاتین: Kiso, Nagano (town)) یک منطقهٔ مسکونی در ژاپن است که در Kiso District واقع شده‌است. کیسو ۴۷۶٫۰۳ کیلومترمربع مساحت و ۱۱٬۵۶۱ نفر جمعیت دارد.